# Partecipanti al Gran Premio Industria e Artigianato 2023
Elenco dei partecipanti al Gran Premio Industria e Artigianato 2023.
Il Gran Premio Industria e Artigianato 2023 è stato la cinquantacinquesima edizione della corsa. Alla competizione presero parte diciotto squadre: quattro con licenza UCI World Tour 2023, sei dell'UCI ProTeam e otto UCI Continental Team.
Partenza con 118 ciclisti accreditati.

## Corridori per squadra
| UAE Team Emirates        | UAE Team Emirates        | UAE Team Emirates        | Astana Qazaqstan Team              | Astana Qazaqstan Team              | Astana Qazaqstan Team              | EF Education-EasyPost          | EF Education-EasyPost          | EF Education-EasyPost          |
| ------------------------ | ------------------------ | ------------------------ | ---------------------------------- | ---------------------------------- | ---------------------------------- | ------------------------------ | ------------------------------ | ------------------------------ |
| N°                       | Ciclista                 | Clas.                    | N°                                 | Ciclista                           | Clas.                              | N°                             | Ciclista                       | Clas.                          |
| 1                        | Diego Ulissi             | 5°                       | 11                                 | Jurij Natarov                      | R                                  | 21                             | James Shaw                     | 32°                            |
| 3                        | Davide Formolo           | 34°                      | 12                                 | Manuele Boaro                      | R                                  | 22                             | Mark Padun                     | 46°                            |
| 4                        | Marc Hirschi             | 14°                      | 13                                 | Antonio Nibali                     | 31°                                | 23                             | Georg Steinhauser              | 10°                            |
| 5                        | Domen Novak              | R                        | 14                                 | Aljaksandr Rabušėnka               | R                                  | 24                             | Ben Healy                      | 1°                             |
| 6                        | Michael Vink             | 44°                      | 16                                 | Christian Scaroni                  | 9°                                 | 25                             | Stefan de Bod                  | 28°                            |
| 7                        | Felix Großschartner      | 6°                       | 17                                 | Igor' Čžan                         | R                                  | 26                             | Marc Pritzen                   | R                              |
| Trek-Segafredo           | Trek-Segafredo           | Trek-Segafredo           | Bingoal WB                         | Bingoal WB                         | Bingoal WB                         | Bolton Equities Black Spoke    | Bolton Equities Black Spoke    | Bolton Equities Black Spoke    |
| N°                       | Ciclista                 | Clas.                    | N°                                 | Ciclista                           | Clas.                              | N°                             | Ciclista                       | Clas.                          |
| 31                       | A. Gebreigzabhier        | 2°                       | 41                                 | Dimitri Peyskens                   | R                                  | 51                             | Logan Currie                   | R                              |
| 32                       | Tony Gallopin            | 8°                       | 42                                 | Rémy Mertz                         | 20°                                | 52                             | James Fouché                   | 18°                            |
| 33                       | Jacopo Mosca             | R                        | 43                                 | Marco Tizza                        | 7°                                 | 53                             | Ollie Jones                    | R                              |
| 35                       | Mathias Vacek            | R                        | 44                                 | Floris De Tier                     | R                                  | 54                             | Josh Kench                     | R                              |
| 36                       | Natnael Tesfatsion       | 4°                       | 45                                 | Alexis Guérin                      | 16°                                | 55                             | Bailey O'Donnell               | NP                             |
|                          |                          |                          | 46                                 | Lennert Teugels                    | 25°                                | 56                             | James Oram                     | R                              |
| 47                       | Aaron Van der Beken      | R                        | 57                                 | Mark Stewart                       | 3°                                 |                                |                                |                                |
| Eolo-Kometa Cycling Team | Eolo-Kometa Cycling Team | Eolo-Kometa Cycling Team | Green Project-BardianiCSF-Faizanè  | Green Project-BardianiCSF-Faizanè  | Green Project-BardianiCSF-Faizanè  | Q36.5 Pro Cycling Team         | Q36.5 Pro Cycling Team         | Q36.5 Pro Cycling Team         |
| N°                       | Ciclista                 | Clas.                    | N°                                 | Ciclista                           | Clas.                              | N°                             | Ciclista                       | Clas.                          |
| 61                       | Alessandro Fancellu      | 42°                      | 71                                 | Samuele Zoccarato                  | 13°                                | 81                             | Negasi Haylu Abreha            | R                              |
| 62                       | Fernando Tercero         | 30°                      | 72                                 | Alessandro Tonelli                 | 11°                                | 82                             | Gianluca Brambilla             | R                              |
| 63                       | Álex Martín              | 43°                      | 73                                 | Giulio Pellizzari                  | 15°                                | 83                             | Walter Calzoni                 | 27°                            |
| 65                       | Davide Piganzoli         | 38°                      | 74                                 | Filippo Fiorelli                   | 17°                                | 84                             | Marcel Camprubi                | 35°                            |
| 66                       | Andrea Garosio           | R                        | 75                                 | Alex Tolio                         | 23°                                | 85                             | Alessandro Fedeli              | 12°                            |
| 67                       | Simone Raccani           | R                        | 76                                 | Henok Mulubrhan                    | 24°                                | 86                             | Cyrus Monk                     | R                              |
|                          |                          |                          | 77                                 | Filippo Magli                      | 33°                                | 87                             | Antonio Puppio                 | R                              |
| Corratec Selle Italia    | Corratec Selle Italia    | Corratec Selle Italia    | Team Novo Nordisk                  | Team Novo Nordisk                  | Team Novo Nordisk                  | Beltrami TSA Tre Colli         | Beltrami TSA Tre Colli         | Beltrami TSA Tre Colli         |
| N°                       | Ciclista                 | Clas.                    | N°                                 | Ciclista                           | Clas.                              | N°                             | Ciclista                       | Clas.                          |
| 91                       | Davide Baldaccini        | R                        | 101                                | Andrea Peron                       | 19°                                | 111                            | Thomas Pesenti                 | 29°                            |
| 92                       | Nicolas Dalla Valle      | R                        | 102                                | Umberto Poli                       | R                                  | 112                            | Matteo Freddi                  | R                              |
| 93                       | Alexander Konychev       | R                        | 103                                | Declan Irvine                      | R                                  | 113                            | Andrea Biancalani              | R                              |
| 94                       | Lorenzo Quartucci        | 40°                      | 104                                | Hamish Beadle                      | R                                  | 114                            | Nicola Rossi                   | R                              |
| 95                       | Nicolás Tivani           | 45°                      | 105                                | Sam Brand                          | R                                  | 115                            | Ettore Loconsolo               | R                              |
| 96                       | Valerio Conti            | 26°                      | 106                                | Matyáš Kopecký                     | R                                  | 116                            | Lucio Pierantozzi              | R                              |
| 97                       | Alessandro Iacchi        | R                        | 107                                | Filippo Ridolfo                    | R                                  | 117                            | Alex Raimondi                  | R                              |
| Biesse-Carrera           | Biesse-Carrera           | Biesse-Carrera           | General Store-Essegibi-F.lli Curia | General Store-Essegibi-F.lli Curia | General Store-Essegibi-F.lli Curia | MG.K Vis Colors for Peace      | MG.K Vis Colors for Peace      | MG.K Vis Colors for Peace      |
| N°                       | Ciclista                 | Clas.                    | N°                                 | Ciclista                           | Clas.                              | N°                             | Ciclista                       | Clas.                          |
| 121                      | Riccardo Ciuccarelli     | R                        | 131                                | Samuele Carpene                    | R                                  | 141                            | Ben Granger                    | R                              |
| 122                      | Giacomo Villa            | 22°                      | 132                                | Filippo D'Aiuto                    | R                                  | 142                            | Davide Bauce                   | R                              |
| 123                      | Michael Belleri          | 36°                      | 133                                | Carlo Favretto                     | R                                  | 143                            | Francesco Carollo              | R                              |
| 124                      | Lorenzo Rinaldi          | R                        | 134                                | Michele Berasi                     | R                                  | 144                            | Fabio Mazzucco                 | R                              |
| 125                      | Francesco Galimberti     | R                        | 135                                | Tommaso Bergagna                   | R                                  | 145                            | Davide Casini                  | R                              |
| 126                      | Lorenzo Galimberti       | 39°                      | 136                                | Lorenzo Peschi                     | R                                  | 146                            | Mattia Di Felice               | R                              |
| 127                      | Pier Elis Belletta       | 37°                      | 137                                | Kevin Pezzo Rosola                 | R                                  | 147                            | Anthoni Silenzi                | R                              |
| Team Colpack Ballan CSB  | Team Colpack Ballan CSB  | Team Colpack Ballan CSB  | Team Technipes #inEmiliaRomagna    | Team Technipes #inEmiliaRomagna    | Team Technipes #inEmiliaRomagna    | Work Service-Vitalcare-Dynatek | Work Service-Vitalcare-Dynatek | Work Service-Vitalcare-Dynatek |
| N°                       | Ciclista                 | Clas.                    | N°                                 | Ciclista                           | Clas.                              | N°                             | Ciclista                       | Clas.                          |
| 151                      | Sergio Meris             | 21°                      | 161                                | Emanuele Ansaloni                  | R                                  | 171                            | Nicola Venchiarutti            | R                              |
| 152                      | Davide Boscaro           | R                        | 162                                | Davide Dapporto                    | R                                  | 172                            | Christian Danilo Pase          | R                              |
| 153                      | Ronan O'Connor           | R                        | 163                                | Romaric Forques                    | R                                  | 173                            | Samuele Mion                   | R                              |
| 154                      | Pavel Novák              | R                        | 164                                | Andrea Innocenti                   | R                                  | 174                            | Giacomo Garavaglia             | R                              |
| 155                      | Diego Bracalente         | 41°                      | 165                                | Alessandro Monaco                  | R                                  | 175                            | Filippo Dignani                | R                              |
|                          |                          |                          | 166                                | Martin Nessler                     | R                                  | 176                            | Kevin Bonaldo                  | R                              |
| 167                      | Gabriele Petrelli        | R                        | 177                                | Leonardo Marchiori                 | R                                  |                                |                                |                                |